# Финале Купа европских шампиона 1966.
Финале Купа европских шампиона 1966. одржано је на стадиону Хејсел у Бриселу 11. маја 1966. пред око 55.000 гледалаца. Утакмица је играна између Реал Мадрида и Партизана, а завршена је резултатом 2:1 за екипу из Мадрида. Партизан је повео у 55. минуту голом Велибора Васовића, да би Реал најпре изједначио резултат у 70. минуту голом Амансија Амара, а затим је у 76. минуту победника одлучио Фернандо Серена. Тако је Реал Мадрид освојио своју шесту титулу, док је ово било прво и до сада једино финале Купа европских шампиона које је играо Партизан. Утакмицу је судио Немац Рудолф Крајтлајн, који је касније са енглеским судијом Кеном Астоном увео концепт жутог и црвеног картона у фудбалу.
У Југославији се утакмица директно преносила на Југословенској радио-телевизији (ЈРТ) од 19:25. ТВ коментатор је био Драган Никитовић, док је радијски био Радивоје Марковић. Југословенски извештач из Брисела за Борбу је био Бора Шолаја. У Шпанији је утакмицу највероватније преносио њихов јавни сервис La 1, такође у 19:25, пошто су Шпанија и Југославија биле у истој временској зони. Шпански коментатор утакмице је по речима шпанског новинара Матијаса Пратса био Енрике Мартинез. Телевизијски пренос је тада још увек био у црно-белој техници.

## Тимови
| Клуб        | Претходни наступи у финалима (подебљане године означавају победника те године) |
| ----------- | ------------------------------------------------------------------------------ |
| Реал Мадрид | 7 1956, 1957, 1958, 1959, 1960, 1962, 1964                                     |
| Партизан    | 0                                                                              |

## Пут до финала

### Реал Мадрид
Реал је скоро целе сезоне био на првом месту у лиги пре пораза од Барселоне од 1:2, потом титулу губи од градског ривала Атлетико Мадрида једно коло пре краја за само један поен. Одбрамбени играч Левантеа Антонио Калпе је дошао како би појачао клупу, и играч везног реда Малаге, Мануел Веласкез се вратио са двогодишње позајмице и замењује француског плејмејкера Лусијана Милера. Из Рајо Ваљекана долази одбрамбени играч Педро де Фелипе, који из стартне поставе истискује Хозеа Сантамарију. Оба појачања су одиграла феноменалну сезону. У купу Генералисима испада у четвртфиналу од стране Реал Бетиса.

#### Квалификације
1. Утакмица:
| Фајенорд               | 2–1                  | Реал Мадрид |
| ---------------------- | -------------------- | ----------- |
| Венекер 78’ · Крај 85’ | Извештај са утакмице | Пушкаш 35’  |

2. Утакмица:
| Реал Мадрид                           | 5:0                  | Фајенорд |
| ------------------------------------- | -------------------- | -------- |
| Пушкаш 10’, 20’, 29’, 86’ · Гросо 44’ | Извештај са утакмице |          |

Реал Мадрид пролази укупним резултатом 6:2.

#### Осмина финала
1. Утакмица:
| Килмарнок                        | 2:2                  | Реал Мадрид            |
| -------------------------------- | -------------------- | ---------------------- |
| Меклин 22’ (пен.) · Мекинали 60’ | Извештај са утакмице | Пири 25’ · Амансио 55’ |

2. Утакмица:
| Реал Мадрид                                      | 5:1                  | Килмарнок    |
| ------------------------------------------------ | -------------------- | ------------ |
| Гросо 25’, 36’ · Руиз 26’ · Хенто 58’ · Пири 90’ | Извештај са утакмице | Мекилрој 22’ |

Реал Мадрид пролази укупним резултатом 7:3.

#### Четвртина финала
1. Утакмица:
| Андерлехт    | 1:0                  | Реал Мадрид |
| ------------ | -------------------- | ----------- |
| Ван Химст 2’ | Извештај са утакмице |             |

2. Утакмица:
| Реал Мадрид                              | 4:2                  | Андерлехт            |
| ---------------------------------------- | -------------------- | -------------------- |
| Амансио 12’, 35’ · Хенто 58’ (пен.), 83’ | Извештај са утакмице | Јурион 87’ · Пуи 90’ |

Реал Мадрид пролази укупним резултатом 4:3.

#### Полуфинале
| Реал Мадрид | 1:0                  | Интер |
| ----------- | -------------------- | ----- |
| Пири 12’    | Извештај са утакмице |       |

| Интер      | 1:1                  | Реал Мадрид |
| ---------- | -------------------- | ----------- |
| Факети 78’ | Извештај са утакмице | Амансио 20’ |

Реал Мадрид пролази укупним резултатом 2:1.

### Партизан
Флоријан Матекало је био 17 година тренер омладинаца Партизана, и изнедрио је ову генерацију Партизанових фудбалера који су били познати као „Партизанове бебе”. Тим из 1966. је стваран у омладинској школи Партизана, који је у том узрасту бележио врхунске резултате, да би приликом смене генерација скоро комплетан омладински тим промовисан у првотимце, уз незнатну допунску селекцију. У наредних 5 година "бебе" су 4 пута биле првак Југославије. Освајањем титуле шампиона Југославије у сезони 1964/65, Партизан је стекао право да игра у Купу шампиона Европе. У стартној постави је имао трећег, четвртог и деобу петог најбољег стрелца лиге, Милан Галић са 15 голова, Владимир Ковачевић са 14 и Мустафа Хасанагић са 13. Александар Атанацковић напушта место тренера, а на његово место долази Абдулах Гегић. Екипа је представљала озбиљног ривала било ком тадашњем Европском клубу, и састојала се од доста младих играча. Упркос великом таленту, тадашње првенство Југославије завршавају на 11. месту, а у купу испадају у осмини финала.
Међутим у Купу Европских шампиона су одиграли врхунску сезону. 

#### Квалификације
1. Утакмица:
| Партизан                  | 2–0                  | Нант |
| ------------------------- | -------------------- | ---- |
| Галић 37’ · Хасанагић 48’ | Извештај са утакмице |      |

2. Утакмица:
| Нант                  | 2–2                  | Партизан                  |
| --------------------- | -------------------- | ------------------------- |
| Мањи 32’ · Бланше 70’ | Извештај са утакмице | Ковачевић 43’ · Галић 47’ |

Партизан пролази укупним резултатом 4:2.
Партизан је у предтакмичењу за противника добио Француског првака Нанта. Победом у Београду са 2:0 и нерешеним резултатом у гостима 2:2, прва препрека је била прескочена са укупим скором од 4:2.

#### Осмина финала
1. Утакмица:
| Партизан                                  | 3–0                  | Вердер Бремен |
| ----------------------------------------- | -------------------- | ------------- |
| Јусуфи 70’ · Хасанагић 75’ · Пирмајер 89’ | Извештај са утакмице |               |

2. Утакмица:
| Вердер Бремен | 1–0                  | Партизан |
| ------------- | -------------------- | -------- |
| Шиц 32’       | Извештај са утакмице |          |

Партизан пролази укупним резултатом 3:1.
Следећи противник је био првак Немачке Вердер из Бремена. Вердер је елиминисан укупним резултатом 3:1. У Београду 3:0 и у Бремену 0:1. У првом мечу у Београду је било 0:0 све до 70. минута, када Јусуфи постиже гол, а након тога по гол постижу и Хасанагић и Пирмајер. Реванш меч се играо у Бремену на Везер стадиону, по леденим условима. Шкотски арбитар је дозволио јако грубу игру у којој се нарочито истицао Арнолд Шиц, који је и постигао једини гол на мечу. Шошкић се истакао својим одбрана на мечу, а и Рашовић је одиграо добру партију. На крају меча црвени картон добијају Бечејац, а за Вердер црвене картоне добијају Арнолд Шиц, и Волфганг Бордел.

#### Четвртина финала
1. Утакмица:
| Спарта Праг                              | 4–1                  | Партизан      |
| ---------------------------------------- | -------------------- | ------------- |
| Квашњак 20’, 54’ (пен.), 86’ · Машек 73’ | Извештај са утакмице | Хасанагић 16’ |

2. Утакмица:
| Партизан                                             | 5–0                  | Спарта Праг |
| ---------------------------------------------------- | -------------------- | ----------- |
| Ковачевић 4’, 29’ · Васовић 23’ · Хасанагић 35’, 41’ | Извештај са утакмице |             |

Партизан пролази укупним резултатом 6:4.
У четвртфиналу Партизан је за противника добио првака Чехословачке, Спарту из Прага. За Спарту у том тренутку наступају пуно репрезентативаца из Чехословачке, која је у том тренутку била вицешампион света на Светском првенству у Чилеу, између осталих Мраз, Врана, Таборски, Машек, Тихи, Мигаш, Поспихал, и најбољи међу њима, Андреј Квашњак. Прву утакмицу у Прагу Партизан је изгубио са 4:1, уз 3 гола Квашњака. У том мечу Шошкић није бранио, Бечејац је имао црвени из прошлог меча, Бајић и Ковачевић такође нису играли, а Галић је служио у ЈНА. Другу утакмицу у Београду победио са резултатом 5:0 и тиме са укупним скором од 6:4 се квалификовао у полуфинале. Хасанагићу је поништен јако леп гол маказицама, али тај гол није утицао на коначни исход двомеча, и Партизанов дуел са Манчестер јунајтедом.

#### Полуфинале
1. Утакмица:
| Партизан                    | 2–0                  | Манчестер јунајтед |
| --------------------------- | -------------------- | ------------------ |
| Хасанагић 46’ · Бечејац 59’ | Извештај са утакмице |                    |

2. Утакмица:
| Манчестер јунајтед | 1–0                  | Партизан |
| ------------------ | -------------------- | -------- |
| Стајлс 72’         | Извештај са утакмице |          |

Партизан пролази укупним резултатом 2:1.
У полуфиналу је Партизана чекао шампион Енглеске, Манчестер јунајтед. Међутим Партизанове бебе су и овај пут успешно одрадиле задатак укупним скором од 2:1 (2:0 у Београду и 0:1 у Лондону) пребродиле су и ову препреку и пласирале се у финале.

## Утакмица
У Југославији се утакмица директно преносила на Југословенској радио-телевизији (ЈРТ) од 19:25. ТВ коментатор је био Драган Никитовић, док је радијски био Радивоје Марковић. Југословенски извештач из Брисела за Борбу је био Бора Шолаја. У Шпанији је утакмицу највероватније преносио њихов јавни сервис La 1, такође у 19:25, пошто су Шпанија и Југославија биле у истој временској зони. Шпански коментатор утакмице је по речима шпанског новинара Матијаса Пратса био Енрике Мартинез. Телевизијски пренос је тада још увек био у црно-белој техници.

### Резиме
Финале је било веома изједначено. Милан Галић је имао две велике шансе за гол у првом полувремену. Партизан је повео у 55. минуту голом Велибора Васовића, након што му је после изведеног корнера Мустафа Хасанагић асистирао главом. Реал Мадрид преко Амансија изједначава у 70. минуту. Реал преокреће голом Фернанда Серене у 76. минуту, и овај гол је био и последњи на мечу.
Према каснијим речима Велибора Васовића, Владица Ковачевић је ову утакмицу играо са упалом плућа и температуром 38.5, док је Милан Галић после служења војске без тренинга током бар 9 месеци играо у првој постави. Поред тога, према сећању Радослава Бечејца, око пола првог тима је већ било продато чак и пре самог финала. Као један од екстремнијих примера, Милутин Шошкић је само неколико часова пре овог финала потписао уговор на две године са Келном.
Реал Мадрид је постао Европски првак шести пут у 11 година такмичења, али до 1998. није освојио ниједну титулу првака, када, можда иронично, бивши играч Партизана Предраг Мијатовић постиже гол у 66. минуту меча.

### Детаљи меча
| Реал Мадрид              | 2—1      | Партизан    |
| ------------------------ | -------- | ----------- |
| Амансио 70’ · Серена 76’ | Извештај | Васовић 55’ |

| Реал Мадрид | Партизан |

|             |    |                     |  |
|             |    |                     |  |
| GK          | 1  | Хозе Аракистаин     |  |
| RB          | 2  | Пачин               |  |
| LB          | 3  | Мануел Санчиз       |  |
| RM          | 4  | Пири                |  |
| CB          | 5  | Педро де Фелипе     |  |
| CB          | 6  | Игнацио Зоко        |  |
| RF          | 7  | Фернандо Серена     |  |
| CF          | 8  | Амансио Амаро       |  |
| CF          | 9  | Рамон Гросо         |  |
| LM          | 10 | Мануел Веласкез     |  |
| LF          | 11 | Франсиско Хенто (к) |  |
| Тренер:     |    |                     |  |
| Мигел Муњоз |    |                     |  |

|               |    |                    |  |
|               |    |                    |  |
| GK            | 1  | Милутин Шошкић (к) |  |
| RB            | 2  | Фахрудин Јусуфи    |  |
| LB            | 3  | Љубомир Михајловић |  |
| CM            | 4  | Радослав Бечејац   |  |
| CB            | 5  | Велибор Васовић    |  |
| CB            | 6  | Бранко Рашовић     |  |
| RF            | 7  | Мане Бајић         |  |
| CM            | 8  | Владица Ковачевић  |  |
| CF            | 9  | Мустафа Хасанагић  |  |
| CF            | 10 | Милан Галић        |  |
| LF            | 11 | Јосип Пирмајер     |  |
| Тренер:       |    |                    |  |
| Абдулах Гегић |    |                    |  |

### Након меча
Финале је назначило почетак тзв. "Yé-yé" генерације Реал Мадрида, која је назив добила по песми Битлса "She loves you" и рефрену "yeah-yeah", након што су 4 играча Реала позирала за Марку у стилу Битлса. У наредних пар сезона већина Партизанових играча напушта клуб.

## Сећање на утакмицу
Партизан је обележио педесету годишњицу овог финала 11. маја 2016. Том приликом су у трофејној сали Партизана дошли и играчи који су у том финалу наступали. Владица Ковачевић је тада рекао да су 1966. били млади и пуни ентузијазма, а да је од њих једино био бољи Манчестер јунајтед.
Реал Мадрид је током 2002. године поводом 100 година клуба посветио и једну емисију овом финалу. У њој су учествовали два играча Реала из тог финала, Игнацио Зоко и Педро де Фелипе, познати новинар Матијас Пратс, а водитељ је био Начо Аранда, директор ТВ Реал Мадрид. Њих четворица су том приликом гледала снимак ове утакмице и говорили су о сећањима и ситуацијама везаних за њу.

## Занимљивости
- У Југославији се утакмица директно преносила на Југословенској радио-телевизији (ЈРТ) од 19:25. ТВ коментатор је био Драган Никитовић, док је радијски био Радивоје Марковић.[2] Југословенски извештач из Брисела за Борбу је био Бора Шолаја.[3]
- Иако је Партизан играо финале Купа европских шампиона, у домаћем првенству и купу је одиграо јако лоше. У лиги су у сезони 1965/66 од 16 екипа били једанаести,[13] а у купу су у осмини финала испали од Ријеке са 3:1.[14] Да Жељезничару и Хајдуку из Сплита нису одузети поени, били би два места изнад зоне испадања.
- Према сећању Радослава Бечејца, око пола првог тима је већ било продато чак и пре самог финала.[7] Као један од екстремнијих примера, Милутин Шошкић је само неколико часова пре овог финала потписао уговор на две године са Келном.[8]
- По каснијем сведочењу Велибора Васовића, када су га питали да ли је Партизан можда "продао" финале Реалу, одговорио је: "Не, него је Владица Ковачевић играо са упалом плућа и температуром 38,5 и играо је Милан Галић тек доведен из војске, после осам месеци без тренинга! Играли су јер су генерали тако хтели. Мислили су: 'Нема проблема, Васке ће уденути гол, онда ће двојици поломити ноге и све ће бити у реду.' Е, неће Васке да ломи ноге кад се неком ћефне"![7]
- Један дан након ове утакмице је Фудбалски савез Југославије казнио Бранка Рашовића са 6 месеци забране играња у свим утакмицама због његовог оштрог старта на утакмици одиграној 10 дана пре овог финала (1. мај 1966) између Жељезничара и Партизана. Рашовићев старт је довео до прелома ноге играчу Жељезничара.
- Дан пре утакмице је управа Партизана дозволила играчима да са женама и партнеркама цео дан проведу у куповини.[7]
- Мустафа Хасанагић је после изведеног корнера асистирао Велибору Васовићу за 1:0.
- Шпански коментатор утакмице је по речима шпанског новинара Матијаса Пратса био Енрике Мартинез.[4]
- Реал Мадрид наредну 31 годину није играо финале овог купа.
- Реал Мадрид је током 2002. године поводом 100 година клуба посветио и једну емисију овом финалу. У њој су учествовала два играча Реала из тог финала, Игнацио Зоко и Педро де Фелипе, познати новинар Матијас Пратс, а водитељ је био Начо Аранда, директор ТВ Реал Мадрид. Њих четворица су том приликом гледала снимак ове утакмице и говорили су о сећањима и ситуацијама везаних за њу.[15]
- Председник Реал Мадрида је у то време био Сантијаго Бернабеу.[16]